# High Bridge (Nueva York)
El puente Alto (originalmente el puente del Acueducto) es el puente más antiguo de la ciudad de Nueva York; se inauguró originalmente como parte del Acueducto de Croton en 1848 y reabrió como pasarela peatonal en 2015 después de haber estado cerrado durante más de 45 años. Un puente de arco con una altura de 140 pies (42,7 m) sobre el río Harlem, conecta los distritos del Bronx y Manhattan en la ciudad de Nueva York. El extremo este está ubicado en la sección Highbridge del Bronx, cerca del extremo occidental de West 170th Street, y el extremo occidental está ubicado en Highbridge Park en Manhattan, aproximadamente paralelo al final de West 174th Street.
High Bridge se completó originalmente en 1848 con 16 arcos de piedra individuales. En 1928, los cinco que cruzaban el río Harlem fueron reemplazados por uno solo 450 pies (137,2 m) arco de acero. El puente estuvo cerrado al tráfico desde alrededor de 1970 hasta su restauración, que comenzó en 2009. El puente fue reabierto a peatones y bicicletas el 9 de junio de 2015.
El puente es operado y mantenido por el Departamento de Parques y Recreación de la Ciudad de Nueva York.

## Construcción e historia

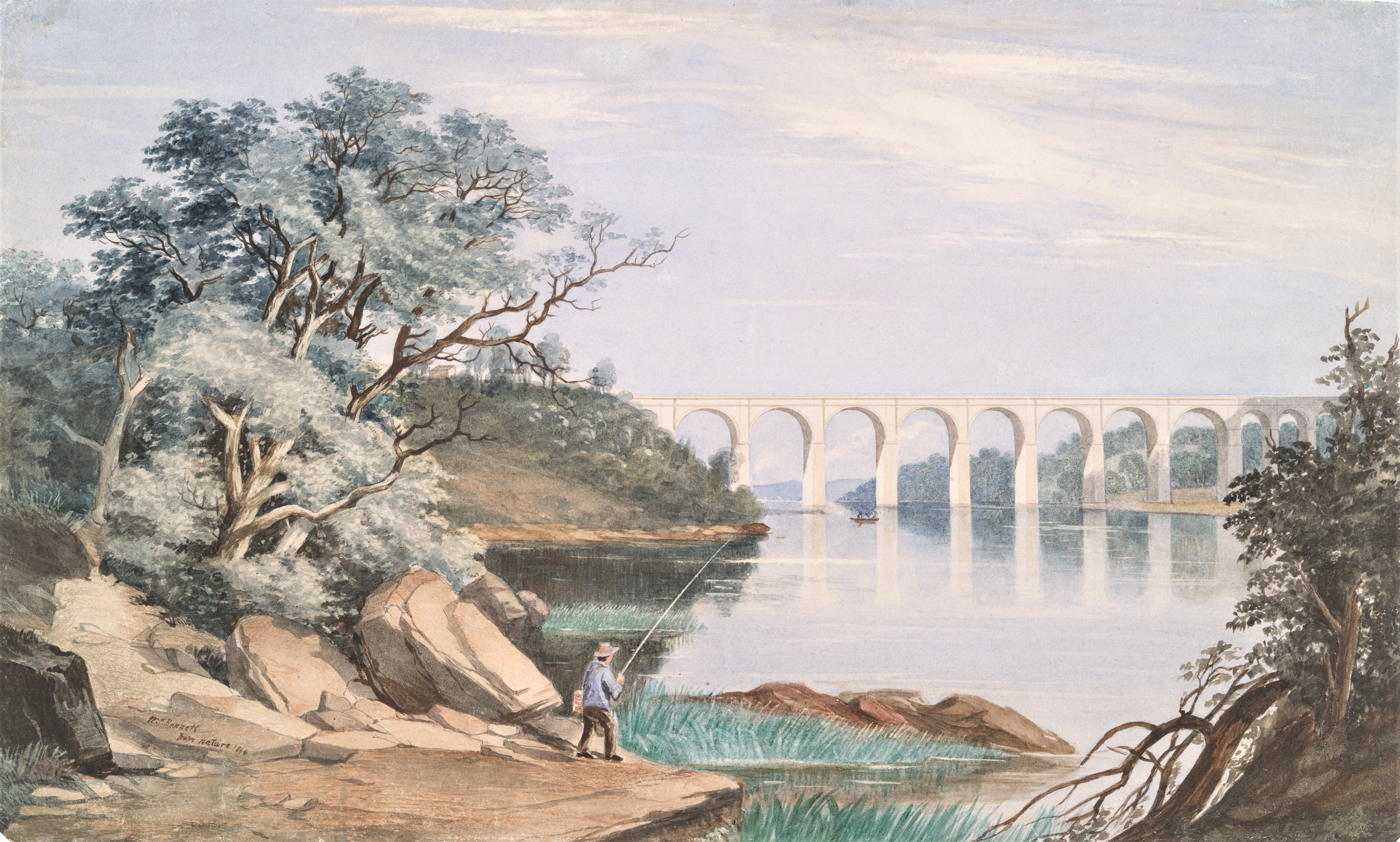
El puente en 1844, de William James Bennett

El High Bridge, que inicialmente iba a ser un puente de arco de piedra, se asemejaba a un acueducto romano. Como parte del acueducto de Croton, que transportaba agua desde el río Croton para abastecer a la ciudad de Nueva York, entonces en expansión, a unos 16 km al sur, la construcción del puente comenzó en 1837 y terminó en 1848. Con una longitud total de 440 metros, el puente atraviesa el río Harlem, de 190 metros de ancho, a una altura de 43 metros. Inicialmente, se encargó el diseño del puente al comandante David Bates Douglass, pero más tarde se le destituyó. Quedó entonces en manos del grupo de ingeniería del acueducto, bajo la dirección de John B. Jervis. En el diseño participó James Renwick Jr., que más tarde se encargaría de crear la emblemática catedral de San Patricio en la Quinta Avenida, en el centro de Manhattan.

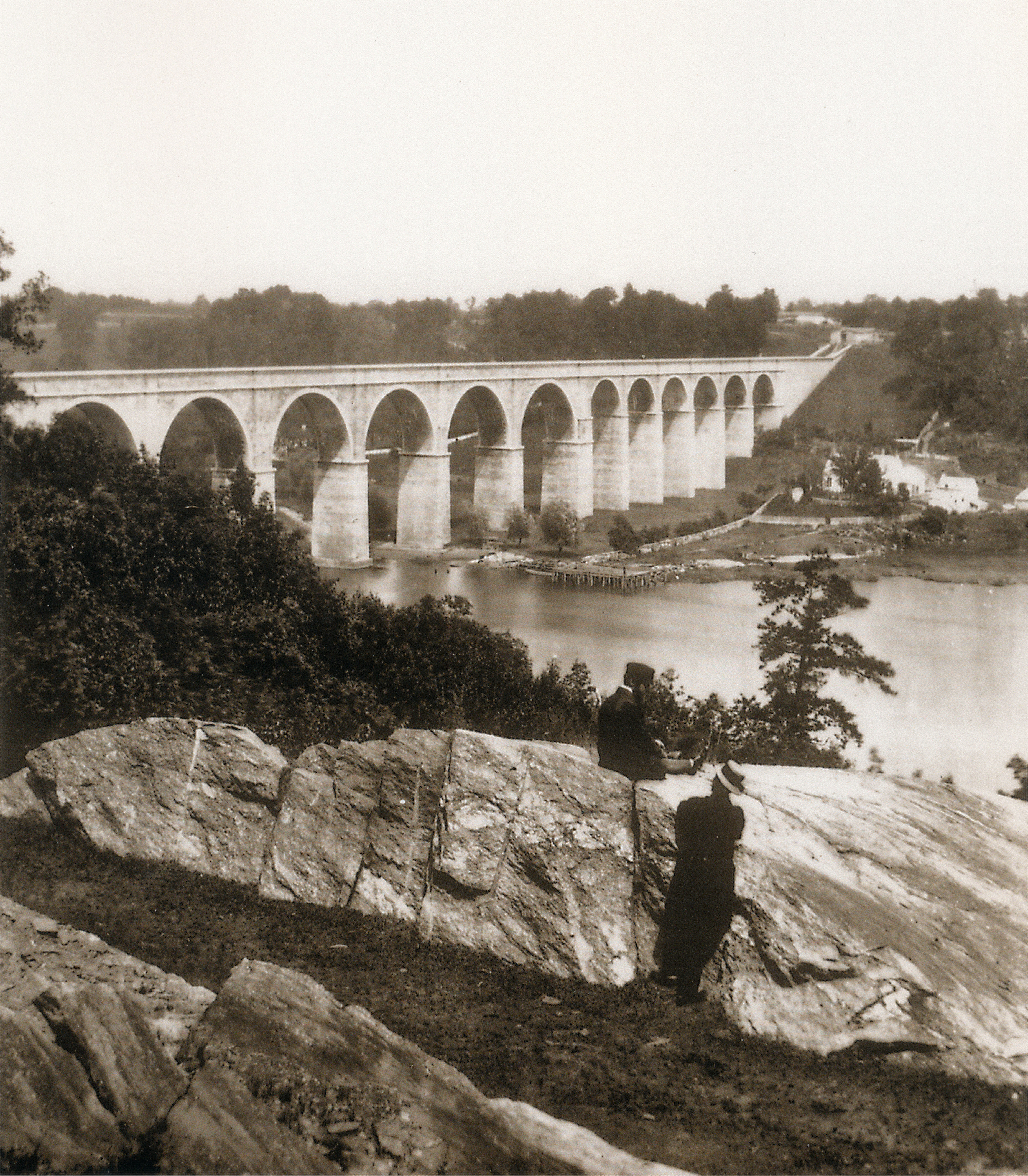
Foto de William England, 1859

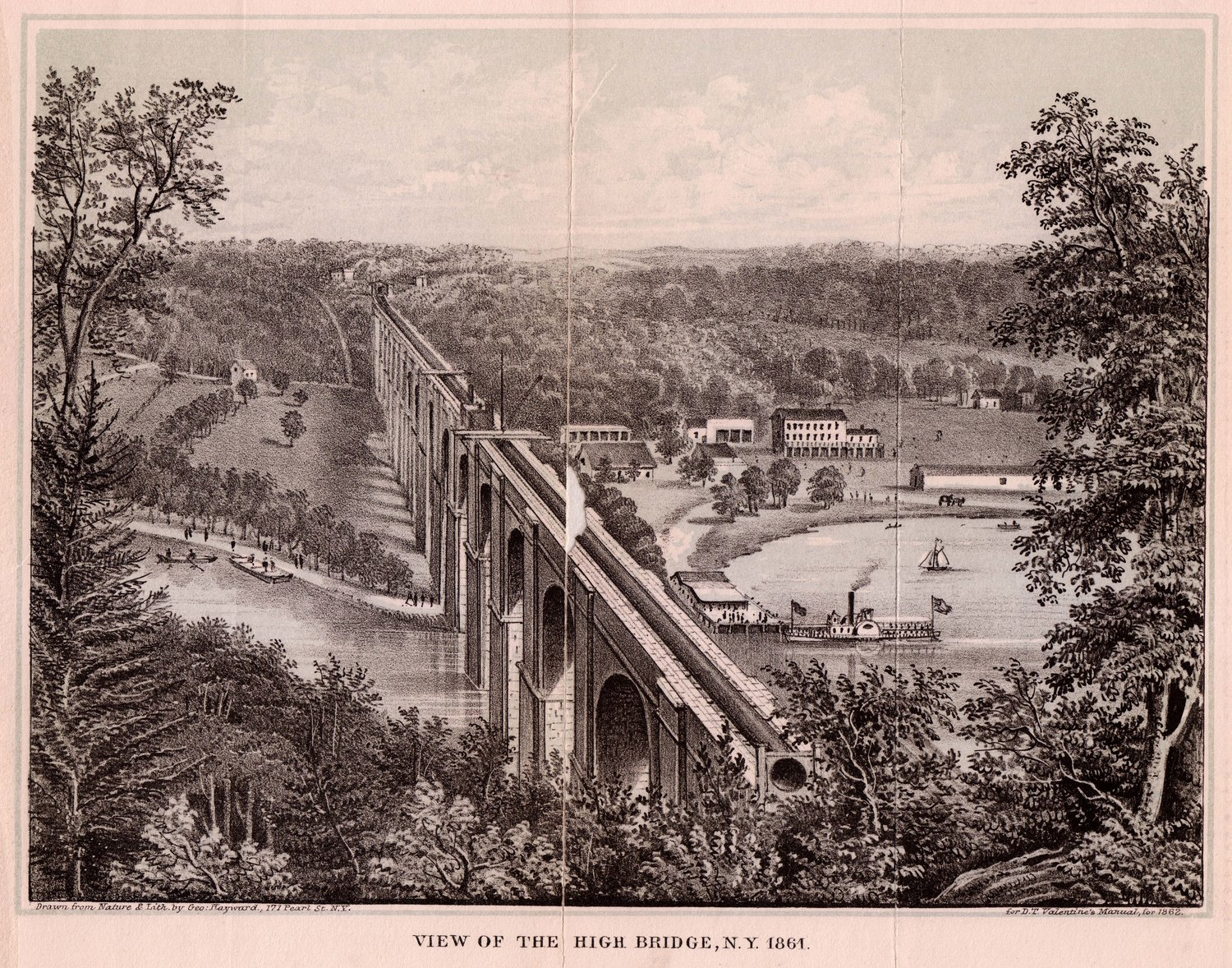
Vista del Puente Alto, 1861

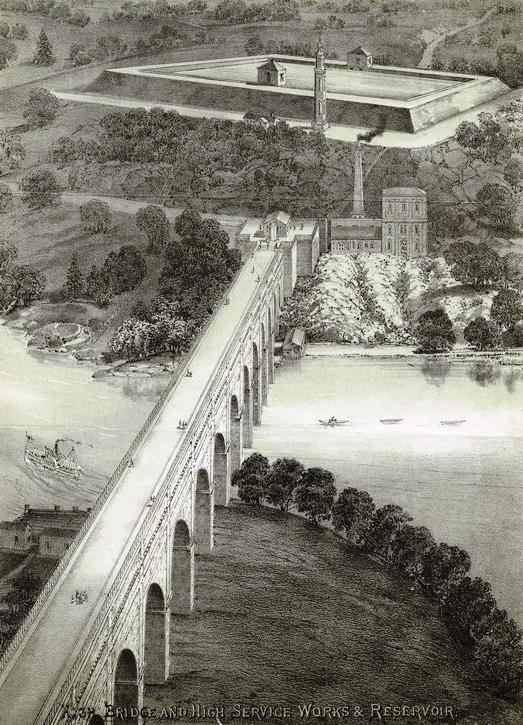
High Bridge, High Bridge Water Tower y Highbridge Reservoir en 1871

En algún momento, el acueducto de Croton tuvo que cruzar el río Harlem, y la forma de hacerlo fue una decisión de diseño crucial. Se barajó la idea de excavar un túnel bajo el río, pero como la tecnología de construcción de túneles estaba aún en pañales, se desechó. La Comisión del Agua, los ingenieros y el público en general estaban divididos entre un puente bajo y un puente alto, dejando un puente en su lugar. Habría sido más fácil, rápido y barato construir un puente bajo. Finalmente se optó por un puente alto después de que la Legislatura de Nueva York recibiera quejas de que un puente bajo dificultaría el paso desde el río Hudson hasta el río Harlem.
Los contratistas del proyecto fueron George Law, Samuel Roberts y Arnold Mason. Mason tenía experiencia previa en ingeniería trabajando en el Canal Erie y el Canal Morris.

### Uso
En 1864, se construyó una pasarela a través del High Bridge. El Departamento de Parques y Recreación de la Ciudad de Nueva York (NYC Parks), el actual mantenedor del puente, describió la pasarela como la High Line contemporánea del puente. Sin embargo, el puente no se utilizó para vehículos.
En 1928, para mejorar la navegación en el río Harlem, los cinco arcos de mampostería que cruzaban el río fueron demolidos y reemplazados por un único arco de acero de unos 450 pies (137,2 m)  De los arcos de mampostería del puente original de 1848, solo uno sobrevive en el lado de Manhattan, mientras que unos diez sobreviven en el lado del Bronx.
El uso de la estructura para entregar agua a Manhattan cesó el 15 de diciembre de 1949.
Para 1954, The New York Times informó que el comisionado del Departamento de Abastecimiento de Agua, Gas y Electricidad dijo que "el puente entrañaba serios problemas de mantenimiento y vandalismo". Robert Moses accedió a asumir la responsabilidad del puente, que fue transferido al Departamento de Parques en 1955. Hubo incidentes, en 1957 y 1958, de peatones que arrojaron palos, piedras y ladrillos desde el puente, hiriendo gravemente a los pasajeros de los barcos turísticos de Circle Line que pasaban por debajo del puente. Las preocupaciones debidas a estos incidentes supuestamente contribuyeron a que el puente se cerrara ya en 1960, aunque NYC Parks dijo que no se cerró hasta 1970, cuando la alta delincuencia y la crisis fiscal llevaron a la contracción de muchos servicios y espacios públicos de la ciudad. Sin embargo, un reportero de The New York Times escribió que cuando trató de cruzar el puente en 1968, estaba cerrado. La Comisión de Preservación de Monumentos Históricos de la Ciudad de Nueva York (LPC) designó el Puente Alto como un hito de la ciudad el 15 de noviembre de 1970.

## Acueducto
High Bridge fue parte del primer sistema de suministro de agua confiable y abundante en la ciudad de Nueva York. Como la ciudad fue devastada por el cólera en 1832 y el Gran Incendio en 1835, se hizo evidente la insuficiencia del sistema de agua de pozos y cisternas. Se examinaron numerosas medidas correctivas. En el análisis final, se encontró que solo el río Croton en el norte del condado de Westchester transportaba suficiente agua en cantidad y calidad para abastecer a la ciudad. El sistema de entrega se inició en 1837 y se completó en 1848.
El acueducto Old Croton fue el primero de su tipo jamás construido en los Estados Unidos. El innovador sistema usó una alimentación por gravedad clásica, cayendo 13 pulgadas (330,2 mm) por milla, o alrededor de 1/4" por 100' (~0.02%) y corriendo 41 millas (66,0 km) hacia la ciudad de Nueva York a través de una estructura de mampostería cerrada que cruza crestas, valles y ríos. Más tarde, University Avenue se construyó sobre la parte continental más al sur del acueducto, que conduce al puente. Aunque la capacidad de carga se amplió en 1861-1862 con un tubo más grande, el puente quedó obsoleto en 1910 con la apertura del acueducto New Croton . En la década de 1920, los arcos de mampostería del puente fueron declarados un peligro para la navegación de barcos por el Cuerpo de Ingenieros del Ejército de los Estados Unidos y la ciudad consideró demoler toda la estructura. Las organizaciones locales pidieron preservar el puente histórico y, en 1927, cinco de los arcos originales que cruzan el río fueron reemplazados por un solo tramo de acero, mientras que los arcos restantes se mantuvieron. 

## Restauración
En noviembre de 2006, el Departamento de Parques y Recreación anunció que el puente reabriría para los peatones en 2009. Esta fecha fue pospuesta repetidamente. Un proyecto de renovación de $20 millones incluiría el fortalecimiento del arco, la mejora de las escaleras, las cámaras en ambos extremos del puente y las balizas de los barcos, entre otras características.
La planificación preliminar de la restauración del Puente Elevado se inició en 2009 con financiación del PlaNYC. Para conectar los parques Highbridge de Manhattan y el Bronx, que juntos ocupan más de 0,49 km2 de zonas verdes, y reabrir High Bridge al tráfico peatonal y ciclista, la High Bridge Coalition recaudó dinero y sensibilizó a la opinión pública. Se creó así un eslabón en la red de vías verdes de Nueva York. Para realizar los diseños del puente reparado, se firmó un contrato con Lichtenstein Consulting Engineers y Chu & Gassman Consulting Engineers (subconsultor MEP).
El 11 de enero de 2013, la alcaldía anunció que el puente reabriría para el tránsito de peatones en 2014, pero en agosto de 2014, la apertura se pospuso hasta la primavera de 2015. En mayo de 2015, el Departamento de Parques anunció una apertura en julio y un festival el 25 de julio. La cinta se cortó para el puente restaurado alrededor de las 11:30 a. m. del 9 de junio de 2015, y el puente se abrió al público en general al mediodía. El Puente Alto se iluminó por la noche después de su restauración.

## Torre de agua del puente alto
La torre de agua de High Bridge, en Highbridge Park entre las calles West 173rd y 174th, en la parte superior de la cresta en el lado de Manhattan de High Bridge, se construyó entre 1866 y 1872 para ayudar a satisfacer las demandas cada vez mayores del sistema de agua de la ciudad. Los 200 pies (61,0 m) la torre octogonal, que fue autorizada por la Legislatura del Estado en 1863, fue diseñada por John B. Jervis, el ingeniero que supervisó la construcción del Acueducto del High Bridge. El agua fue bombeada 100 pies (30,5 m) a  embalse junto a la torre – ahora el sitio de un centro de juegos y piscina pública construido en 1934-1936 – que luego proporcionó agua para elevar los 47 galones americanos (0,2 m³) tanque. Este "servicio alto" mejoró la presión por gravedad del sistema de agua, necesaria debido al mayor uso de inodoros con descarga.
El sistema High Bridge alcanzó su capacidad máxima en 1875. Con la apertura del acueducto New Croton en 1890, el sistema High Bridge se volvió menos confiable; durante la Primera Guerra Mundial, se cerró por completo cuando se temía un sabotaje. En 1949, la torre fue retirada de servicio, y en 1958 se instaló un carillón, donado por la Fundación Altman.
La cúpula de la torre fue dañada por un incendio provocado en 1984. Fue reconstruida, y la mampostería exterior portante de la torre – que Jervis diseñó en una mezcla de estilo románico y neo-grec – fue limpiado y restaurado en 1989–1990 por William A. Hall Partnership. Christopher Gray ha dicho sobre el diseño de la torre que "su granito con cara de roca le da a la torre una apariencia fortificada y maciza, como si fuera un mirador para un complejo de castillos mucho más grande que nunca se construyó. . . . El granito se maneja de manera competente, pero los detalles no son muy inspirados ni elegantes. La torre es más pintoresca que hermosa."
El interior de la torre, que nunca estuvo abierta al público, presenta una amplia escalera de caracol de hierro bien detallada con seis grandes descansos y ventanas pareadas.
La High Bridge Water Tower fue designada como un hito de la ciudad de Nueva York por la Comisión de Preservación de Monumentos Históricos en 1967.  High Bridge Water Tower se sometió a una renovación de $ 5 millones de 10 años durante la década de 2010 y reabrió al público en noviembre de 2021. Después de la reapertura de la torre de agua, NYC Parks comenzó a organizar recorridos gratuitos por la estructura.

Walkway plaques
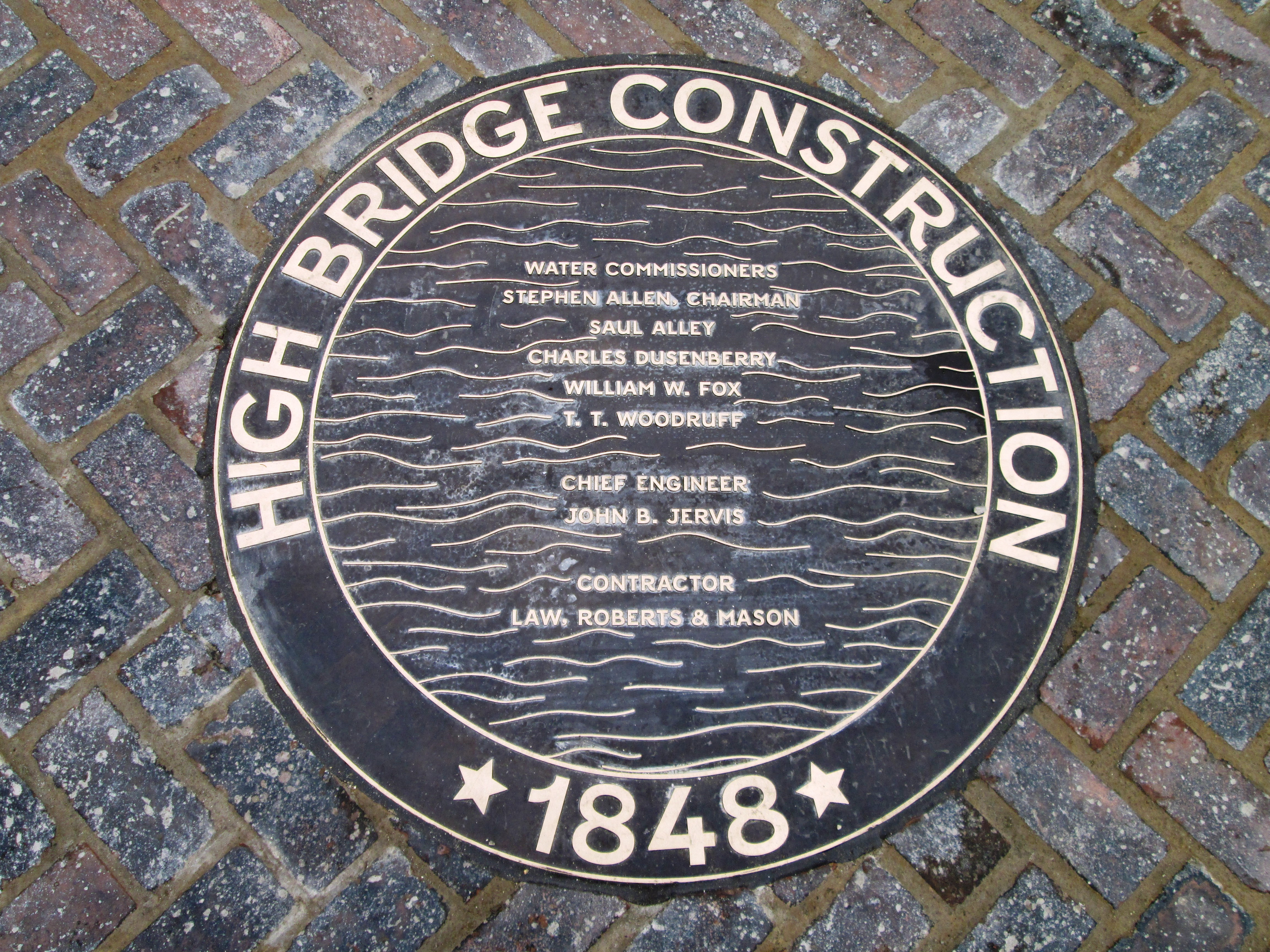
Construcción de puente alto (1848)
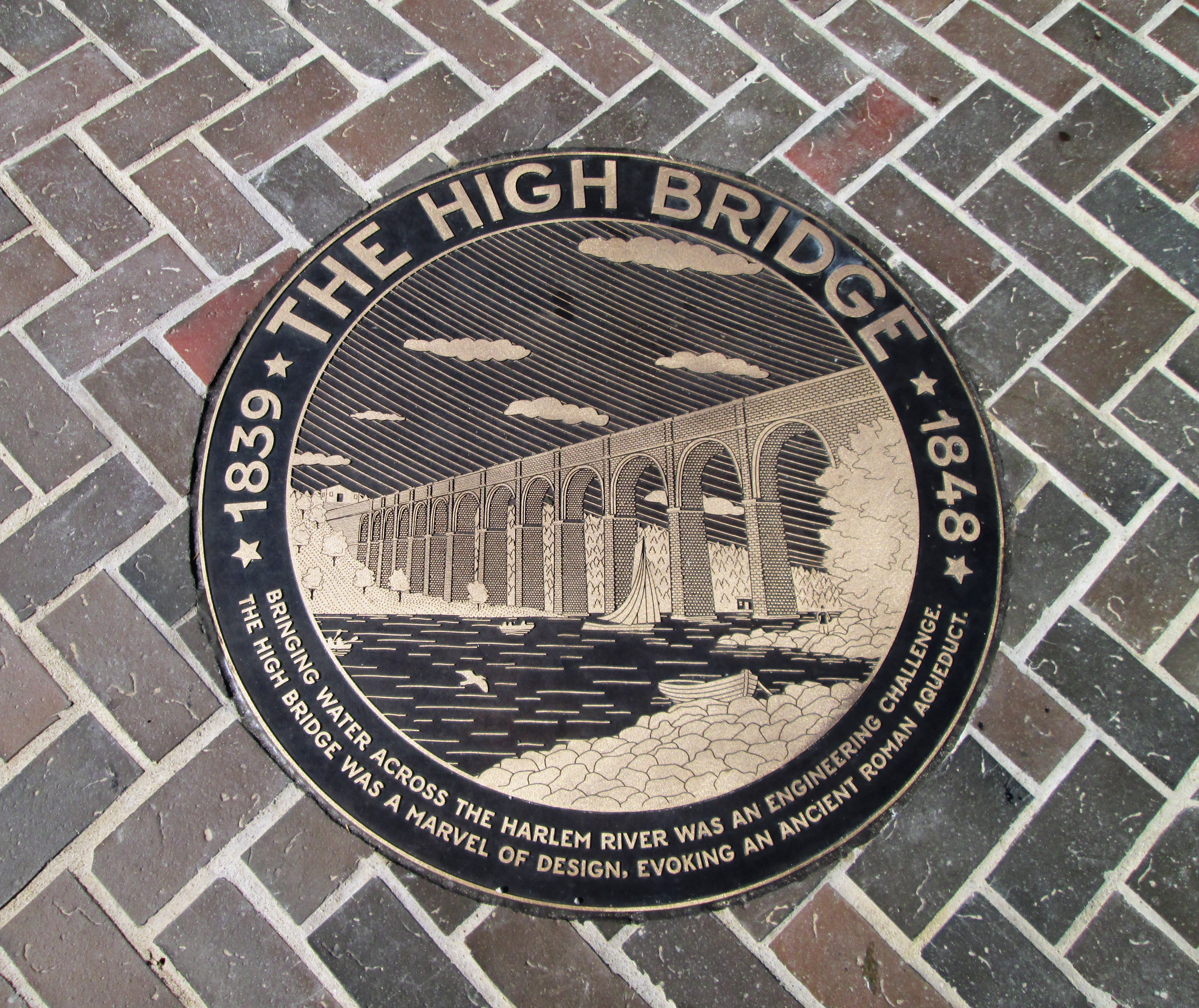
El puente alto (1839-1848)
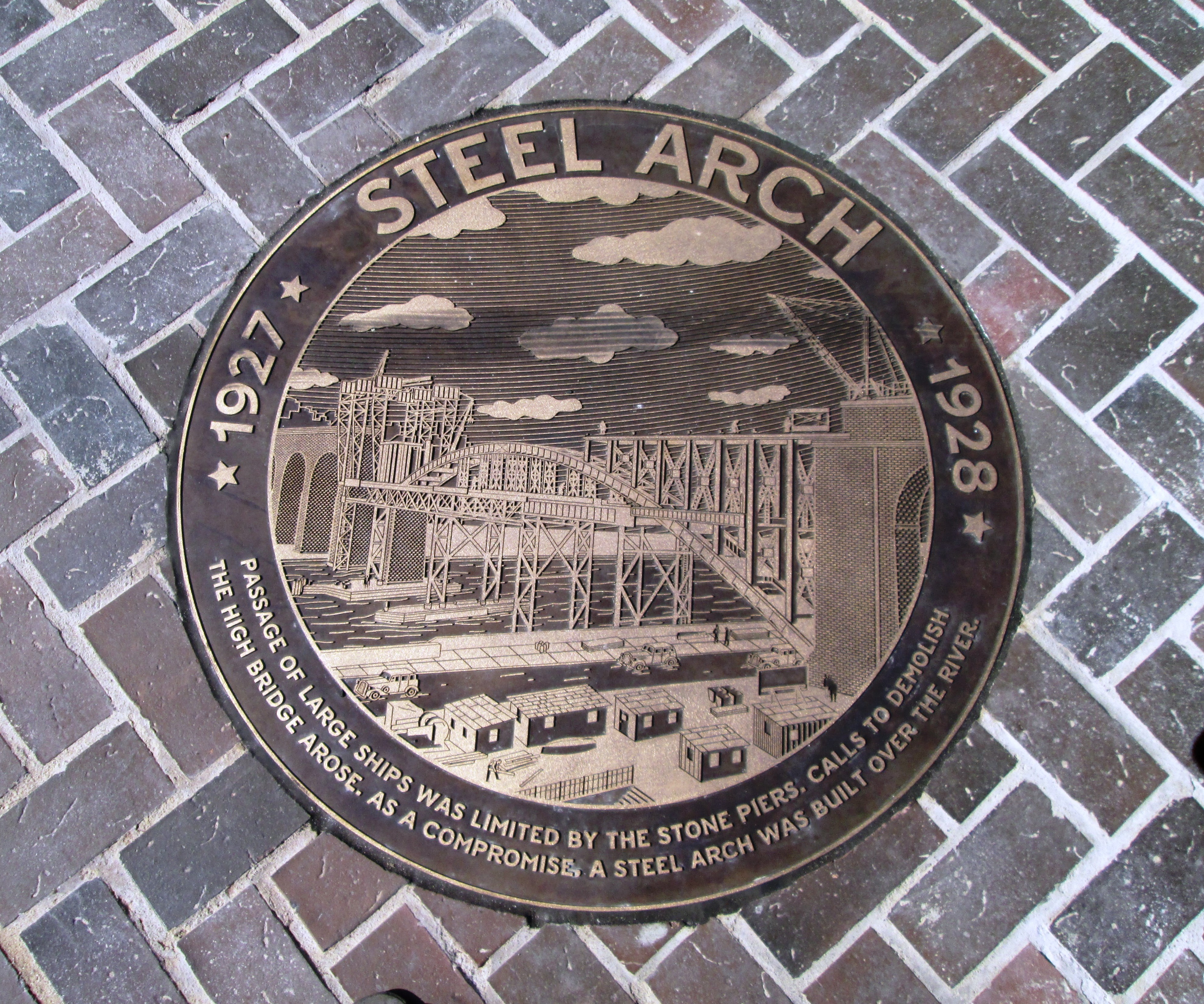
Arco de acero (1927-1928)
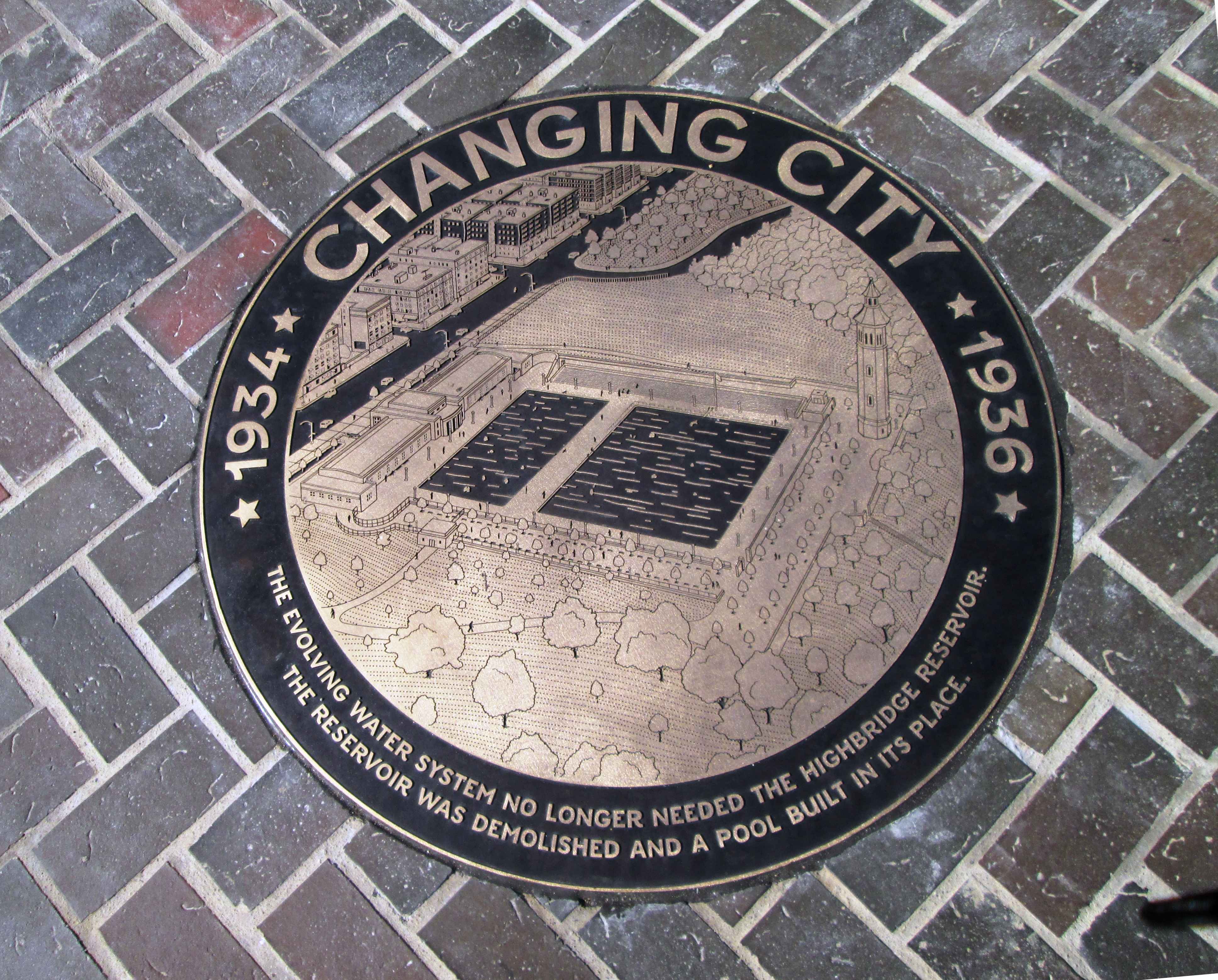
Ciudad cambiante (1934-1936)
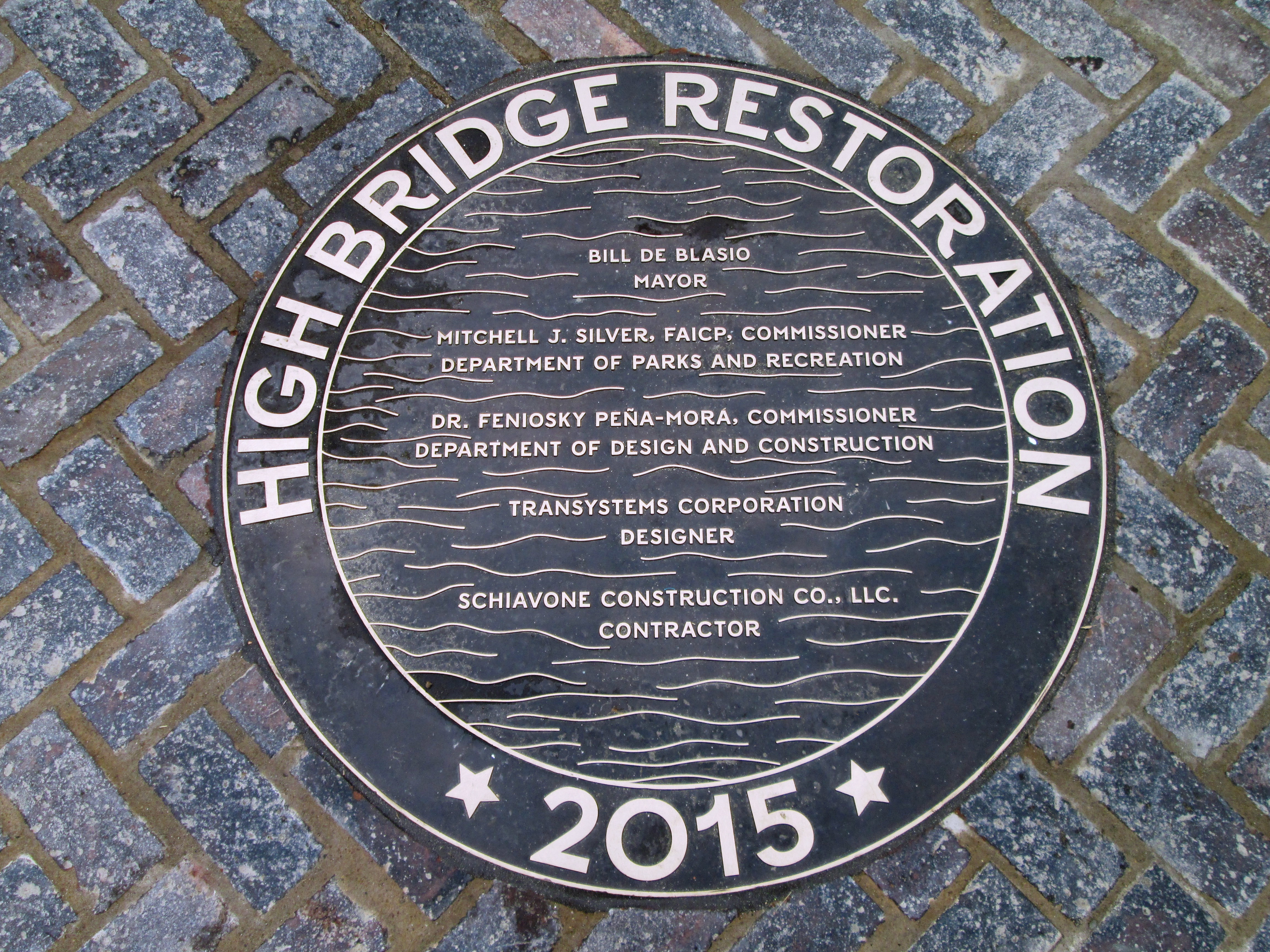
Restauración del Puente Alto (2015)